# Passe vaccinal français

Il passe vaccinal français.

Il passe vaccinal français ("passaporto vaccinale francese"), precedentemente noto come passe sanitaire français ("passaporto sanitario francese"),  è il nome con il quale è noto in Francia il certificato COVID digitale dell'UE. Questo termine viene talvolta tradotto in italiano rispettivamente come pass vaccinale e pass sanitario.
Il lasciapassare sanitario, che è bilingue (in lingua francese e inglese), venne emesso nel giugno del 2021, durante la pandemia di COVID-19, e sarebbe stato interoperabile con gli altri certificati COVID digitali degli altri stati membri dell'Unione europea. Il suo scopo è dimostrare che il proprietario abbia finito il proprio ciclo di vaccinazione. Il 9 agosto 2021 venne esteso per accedere a nuovi luoghi, portando a un aumento del numero di vaccinazioni ma anche a una forte opposizione nel paese. Il 24 gennaio 2022, il passe vaccinal sostituì il passe sanitaire, che venne relegato al rango di "certificazione base".
A partire dal 14 marzo 2022, il passe vaccinal venne revocato e sarebbe rimasto il passe sanitaire per accedere alle strutture sanitarie, medico-sociali e militari. L'estensione del lasciapassare in entrambe le sue forme venne criticata da vari politici, in particolare quelli dei partiti La France insoumise o Raggruppamento Nazionale, che denunciarono una "riduzione significativa delle libertà politiche", o da alcune autorità amministrative indipendenti come la CNIL, la quale sottolineò la "mancanza di dati comunicati dal governo per valutare l'efficacia del sistema".

## Nome
Il certificato COVID digitale dell'UE (in francese: certificat COVID numérique de l'UE) è noto nei vari paesi dell'Unione europea nel quale è stato adottato con un secondo nome, usato a livello nazionale. Nel caso della Francia si è scelto passe sanitaire européen ("passaporto sanitario europeo"). 

Il primo logo del lasciapassare sanitario.

Riguardo al nome francese del certificato, l'accademia francese propose l'utilizzo del termine passe invece di quello inglese pass, definendo quest'ultimo un anglicismo da evitare. Ciononostante, l'anglicismo venne utilizzato molto da coloro che contestarono il passaporto sanitario, gli anti-pass sanitaire, e venne adoperato in alcuni documenti istituzionali, logo incluso.
Per riferirsi al certificato francese, spesso nel giornalismo italiano venne adoperato impropriamente il termine anglofono Green Pass, che in realtà è il nome inglese del Táv Jaróq, un'attestazione digitale israeliana, e non si riferisce al certificato dell'Unione europea (che in inglese si chiama EU Digital COVID Certificate, da cui l'acronimo EUDCC). Tale termine, infatti, non compare minimamente nei documenti istituzionali francesi.

## Storia

### Passe sanitaire

#### Giugno 2021
Con la legge del 31 maggio 2021, venne creata una nuova misura di gestione della crisi sanitaria che permetteva al primo ministro di subordinare gli spostamenti all'estero e nel territorio nazionale (inclusi i dipartimenti d'oltremare) e l'accesso a certi stabilimenti, luoghi o eventi che implicano dei grandi assembramenti (per attività ricreative, fiere o esposizioni) attraverso la presentazione di un certificato sanitario.
Allora, era esplicitamente escluso l'utilizzo del certificato "per accedere ai luoghi della vita di tutti i giorni" e il testo dovette essere adottato tramite una seconda votazione, dato che inizialmente i deputati del movimento democratico si erano opposti. Il primo giugno 2021, un decreto rese il passe sanitaire français applicabile agli eventi con più di 1000 partecipanti, come gli spettacoli, gli eventi sportivi, i festival e le fiere.

#### Luglio - Agosto
Il regolamento europeo del 14 giugno 2021 "relativo al rilascio, la verifica e l'accettazione dei certificati COVID interoperabili di vaccinazione, di tampone e di guarigione, così da facilitare la libera circolazione durante la pandemia di COVID-19" entrò in vigore il primo luglio. L'accesso a determinati luoghi o eventi rimaneva comunque una regolamentazione nazionale e non a livello europeo.

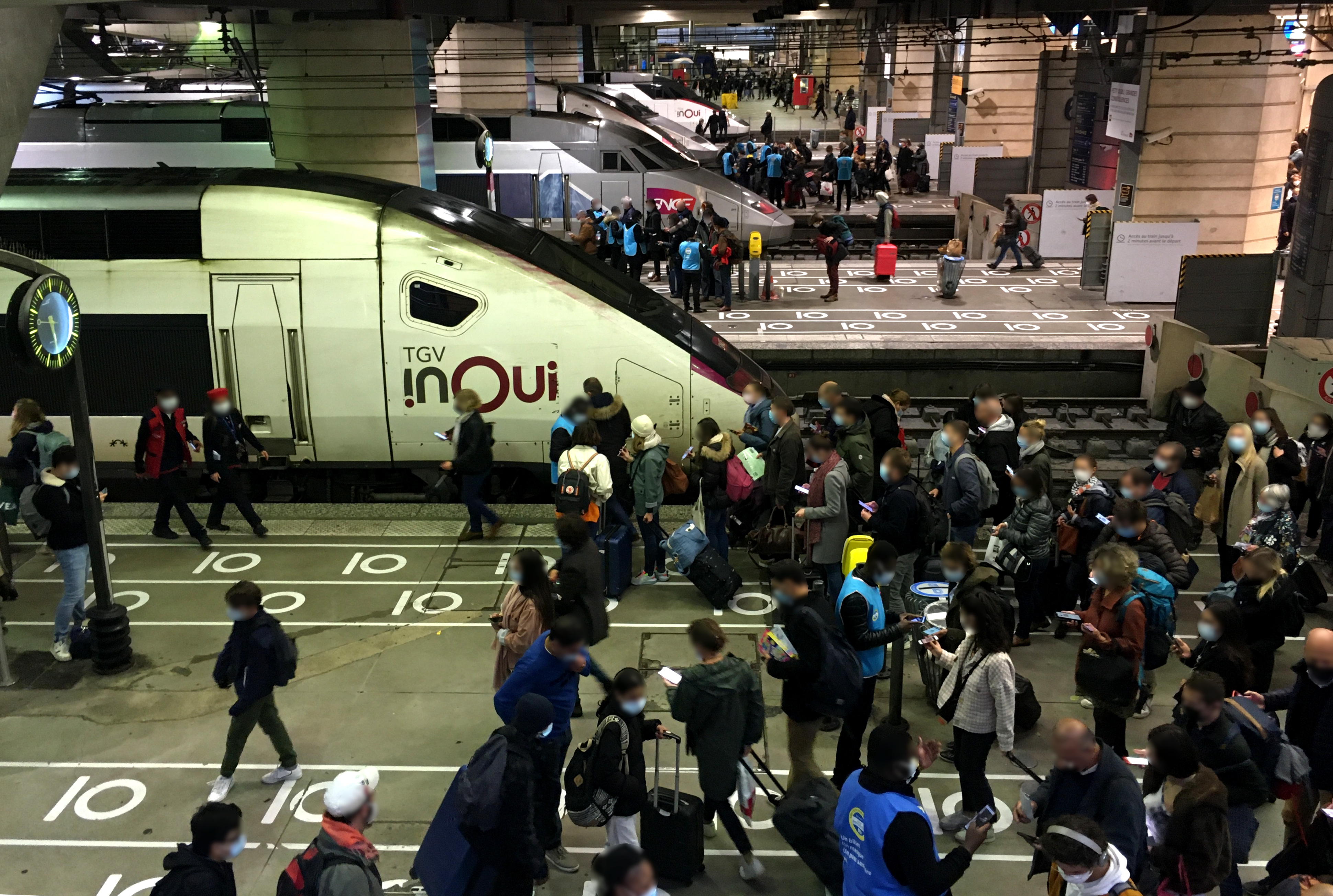
Il controllo dei certificati alla stazione di Parigi Montparnasse, il 29 ottobre 2021.

Il 12 luglio 2021, il presidente della repubblica francese, Emmanuel Macron, annunciò l'estensione del passe sanitaire per certi luoghi. L'edizione del Courrier International del 13 luglio 2021, nel commentare il discorso del giorno prima e riassumendo le reazioni della stampa europea, affermò che il presidente aveva "dichiarato guerra ai non vaccinati", riprendendo il termine "guerra" utilizzato dal giornale svizzero Le Temps e adoperato da Macron stesso all'inizio della pandemia (anche se in quel caso si riferiva all'epidemia).
Le prime misure di questa estensione del certificato vennero applicate tramite un decreto a partire dal 21 luglio: il certificato divenne obbligatorio per i luoghi di svago o culturali con un numero minimo di persone ridotto a 50, come i parchi a tema, gli zoo, gli stabilimenti sportivi al chiuso o all'aperto, le sale da bowling, le sale da gioco, i cinema, i teatri, i musei e i monumenti. Quest'estensione necessitava di una modifica nella legge. Dopo essere stata discussa al parlamento in qualche giorno, la legge venne pubblicata sulla gazzetta ufficiale il 6 agosto, l'indomani della decisione del consiglio costituzionale. Venne revocato il limite minimo di 50 persone per i luoghi di svago e culturali.

#### Dicembre
Il 26 agosto 2021, il ministro della salute Olivier Véran annunciò che non ci sarebbe stato un impatto della terza dose del vaccino sul passe sanitaire. Tuttavia, questo annuncio venne smentito dal discorso di Emmanuel Macron il 9 novembre 2021, dato che per gli ultrasessantacinquenni il passaporto sanitario sarebbe stato esteso alla terza dose di vaccino.
A partire dal 15 dicembre 2021 il calendario vaccinale veniva visto come completo se:
- il paziente aveva ricevuto una dose del vaccino prodotto da Johnson & Johnson o una dose aggiuntiva di un vaccino ad ARN messaggero dopo un mese o due dalla prima iniezione;

- i pazienti di 65 anni o più anziani che avevano ricevuto uno degli altri vaccini avevano ricevuto una dose aggiuntiva di un vaccino ad ARN messaggero tra i cinque e i sette mesi successivi alla prima iniezione.[29]

A partire dal 15 gennaio 2022, tutte le persone di età pari o superiore a 18 anni dovevano aver ricevuto una dose di richiamo entro sette mesi dall'ultima vaccinazione o dall'ultima infezione dalla COVID-19 per poter avere un passe sanitaire valido.

### Passe vaccinal

#### Instaurazione
Il programma di legge che rafforzava le misure di gestione dell'emergenza sanitaria e che modificavano il codice della sanità pubblica, presentato al consiglio dei ministri il 27 dicembre 2021, prevedeva la trasformazione del passe sanitaire in un passe vaccinal (passaporto vaccinale). Questo disegno di legge venne adottato in prima lettura all'assemblea nazionale il 6 gennaio 2022, quindi in prima lettura al Senato il 12 gennaio. Dopo il fallimento della commissione mista paritaria e una nuova lettura in ogni camera, venne adottato definitivamente dalla sola assemblea nazionale il 16 gennaio. Il 21 gennaio 2022, il consiglio costituzionale non dichiarò incostituzionale il disegno di legge, a eccezione della disposizione sulle riunioni politiche.
In particolare, la legge indicava che i controlli del passaporto vaccinale potevano essere integrati da un controllo di conformità attraverso un documento ufficiale nei luoghi dove era richiesto. Inoltre, il possesso di un certificato falso sarebbe stato punito con tre anni di prigione e una multa di 45.000 €, mentre era prevista un'amnistia per chi aveva posseduto un passi falso ma si era fatto vaccinare in seguito.
Durante il discorso di Jean Castex e Olivier Véran del 20 gennaio venne annunciato che il passe vaccinal sarebbe entrato in vigore il 24 gennaio e che sarebbe stato revocato quando la pressione ospedaliera sarebbe stata sufficientemente bassa da non avere più cure deprogrammate.
Il passe sanitaire (la certificazione base) rimase in vigore solo per l'accesso a strutture e servizi sanitari e medico-sociali (salvo emergenze o consulti da un medico), oltre che per i minorenni aventi da dodici a quindici anni. In tutti gli altri casi, sarebbe stato rimpiazzato da una prova della vaccinazione conseguita.

#### Revoca
Il 22 febbraio, davanti al Senato, Olivier Véran annunciò una possibile revoca del certificato vaccinale per metà marzo se negli ospedali ci sarebbero stati meno di 1500 pazienti covidiani in terapia intensiva, se il tasso d'incidenza sarebbe stato inferiore a 500, cioè 300 per 100.000 abitanti e se il fattore di riproducibilità del virus sarebbe stato inferiore a 1. Dal 28 febbraio 2022, inoltre, la mascherina chirurgica non sarebbe stata più obbligatoria nei luoghi soggetti al passi vaccinale, eccetto i mezzi pubblici di trasporto.
Il 3 marzo 2022, Jean Castex annunciò la revoca del passe vaccinal a partire dal 14 marzo. Tuttavia, le tre condizioni annunciate in precedenza non erano realmente rispettate (poiché c'erano più di 1500 pazienti in terapia intensiva e il tasso d'incidenza su 100.000 abitanti era superiore a 550).

## Descrizione

Esempio di passe sanitaire français.

Il passe sanitaire o vaccinal consiste nel fornire una prova sanitaria in formato digitale o cartaceo. In caso di vaccinazione, il certificato digitale contiene i dati seguenti: nome, cognome, data di nascita, numero di dosi effettuate, programma vaccinale, data di vaccinazione, malattia bersaglio, vaccino somministrato, produttore del vaccino, emittente del certificato, stato di emissione. Questi dati sono considerati sensibili secondo i criteri della CNIL.
Inoltre, in caso di un errore di forma nel nome o nel cognome (come i caratteri visualizzati in modo errato) che può generare dei problemi durante i controlli d'identità alle frontiere, è possibile far rettificare l'errore tramite un professionista in campo sanitario.
La versione digitale è disponibile attraverso l'applicazione TousAntiCovid. A partire dal 23 giugno 2021, i certificati francesi possono usare il codice di risposta rapida europeo interoperabile in tutto il continente, piuttosto che il codice 2D-DOC, che è soltanto francese.

### Obiettivi
Il passaporto sanitario è predisposto per permettere l'accesso a raduni o eventi in Francia e nell'Unione europea e ha lo scopo di facilitare la ripresa o il mantenimento di certe attività che, sennò, sarebbero potute essere fortemente limitate o vietate a causa dell'emergenza sanitaria.

### Verifica
La verifica della validità del documento si effettua tramite un'applicazione specifica, TousAntiCovid Vérif, secondo le normative previste dagli accordi europei. Per gli avvenimenti importanti sul territorio nazionale francese, gli organizzatori devono avere accesso ai dati anagrafici del titolare e a un certificato valido, che nell'applicazione è di colore verde, mentre quello non valido è di colore rosso. Per l'attraversamento dei confini nazionali, i controllori devono avere accesso al tipo di certificato e al suo risultato eventuale, al tipo di vaccino somministrato e alla data del certificato.
Per rispettare la riservatezza del titolare, bisogna inoltre verificare che gli stessi sistemi di verifica rispettino le condizioni poste prima di essere utilizzati con delle garanzie complementari per assicurare la trasparenza del dispositivo, come la pubblicazione di una lista di applicazioni di lettura conformi e del codice sorgente di questi dispositivi, secondo la CNIL.

## Opinione pubblica
Nel febbraio del 2021, prima dell'istaurazione del certificato COVID digitale dell'UE, il Consiglio economico, sociale e dell'ambiente aprì una consultazione in linea per raccogliere il parere dei cittadini sulla creazione di un passaporto vaccinale. Tra i 110.500 che espressero la loro opinione, il 67% si dichiarò "molto sfavorevole", il 6% "sfavorevole", il 20% "molto favorevole", il 5% "favorevole" e il 2% "misto"; gli oppositori a questa misura la vedevano "liberticida" e "discriminatoria", mentre i sostenitori videro in essa un modo per "ritornare a una vita normale".
Per oltre del 58% degli intervistati di un sondaggio svoltosi tra l'11 e il 12 agosto 2021, il pass sanitario veniva considerato come "un modo di responsabilizzare coloro che non volevano farsi vaccinare", e come il "solo modo di limitare i contagi senza imporre il vaccino a chi lo rifiutava". Un sondaggio effettuato tra il 19 e il 20 agosto 2021 riportò che tra il 64% e il 77% degli intervistati approvavano il pass sanitario e che più della metà di loro disapprovava il movimento contro il certificato.

## Opposizione al certificato

### Reazioni politiche
Dopo il discorso di Emmanuel Macron del 12 luglio, a partire dal 14 luglio 2021, la festa nazionale francese, iniziarono delle vere e proprie manifestazioni nel paese contro il passe sanitaire obbligatorio. Anche se non parteciparono a tali manifestazioni, alcuni parlamentari come Jean-Luc Mélenchon (La France Insoumise), François-Xavier Bellamy (I Repubblicani) o Marine Le Pen (Raggruppamento Nazionale) si opposero all'estensione del lasciapassare sanitario, denunciando "una riduzione importante delle libertà pubbliche" e "un rischio di emarginazione dei cittadini" e "una messa in atto di una società di controllo permanente".
Il 17 luglio 2021, un articolo pubblicato nel quotidiano Libération dal deputato Éric Coquerel e da alcuni responsabili sindacali indicava il pass sanitario come una "misura autoritaria, decisa soltanto dal presidente della Repubblica, con il Parlamento relegato al rango di semplice camera per la registrazione delle decisioni dell'Eliseo".
In vari comuni, soprattutto quelli amministrati dal Raggruppamento Nazionale o affini (Fréjus, Hayange, Beaucaire, Béziers), i sindaci incoraggiarono la polizia municipale a non controllare i certificati nei caffè o nei ristoranti, giudicando che "c'erano altre priorità".

### Reazioni giuridiche
Gli avvocati Carlo Alberto Brusa et Fabrice Di Vizio sono considerati le figure principali della contestazione giuridica del pass sanitario.

### Manifestazioni

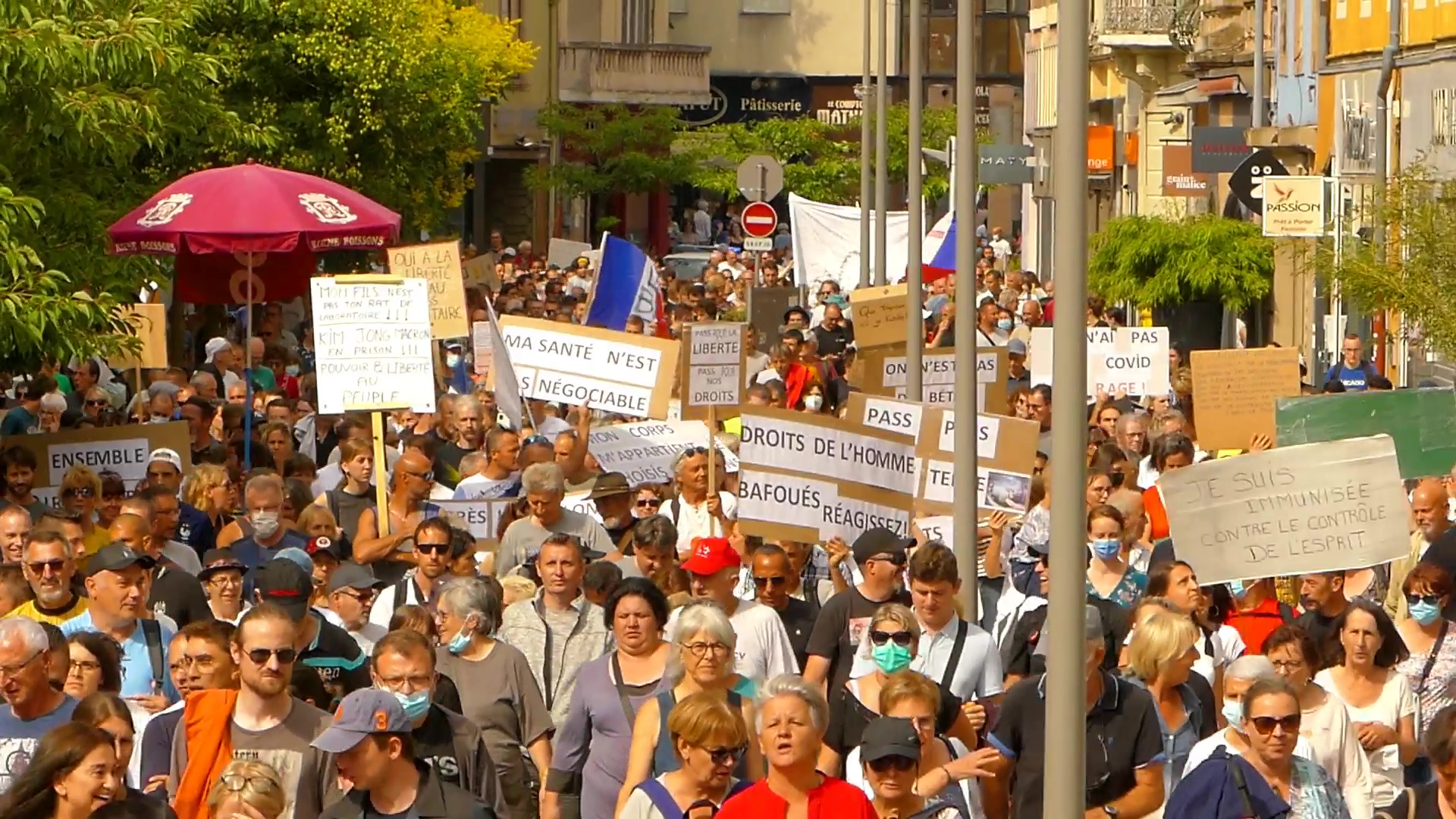
Una manifestazione a Belfort il 24 luglio 2021.

L'opposizione all'estensione del passaporto sanitario si manifestò nel luglio del 2021 con delle grandi manifestazioni in molti comuni francesi e continuò nei mesi successivi. Le figure principali presenti a questi assembramenti sono Florian Philippot (I patrioti), Nicolas Dupont-Aignan (Debout la France), François Asselineau (Unione popolare repubblicana), Martine Wonner (una psichiatra ed ex-deputata de La République en marche), Francis Lalanne (un cantante scettico verso la COVID-19) e Jacline Mouraud (una figura effimera del movimento dei gilet gialli).

### Opposizione nei dipartimenti d'oltremare
Nel novembre del 2021, l'opposizione al pass sanitario prese una svolta molto violenta nei dipartimenti d'oltremare. Vennero eretti dei veri e propri posti di blocco a Guadalupa e a Martinica e alcuni poliziotti vennero colpiti da dei proiettili veri.

### Opinione pubblica sulle manifestazioni
Nel 2021, dopo dei sondaggi effettuati tra luglio e agosto, si scoprì che il movimento di opposizione al passe sanitaire era sostenuto dal 35-40% dei francesi. Secondo uno studio per Le Journal du dimanche, il 50% degli intervistati si opponeva al movimento anti-passe e il 16% era indifferente. La protesta coinvolgeva famiglie, badanti o vigili del fuoco, vaccinisti e antivaccinisti, nuovi manifestanti apolitici e dei simpatizzanti per l'estrema destra o sinistra. Il 61% dei simpatizzanti per La France insoumise e il 49% per il Raggruppamento Nazionale si dichiararono favorevoli alle manifestazioni.
Secondo un sondaggio per Le Figaro sul movimento di proteste, il 57% dei francesi non lo riteneva giustificato. Il 59% degli intervistati definiva i suoi sostenitori degli "egoisti", mentre il 61% li considerava degli "incoscienti che mettono in pericolo la salute di tutti". Secondo Odoxa, gli anti-passe sono per lo più non vaccinati o vaccinati con una sola dose.